# WrestleMania XIX
WrestleMania XIX fue la edición número 19 de WrestleMania, evento de pago por visión de lucha libre profesional producido por la World Wrestling Entertainment. El evento se realizó el 30 de marzo de 2003 desde el Safeco Field en Seattle, Washington.
Este evento fue el primer WrestleMania en el Safeco Field y el primero realizado en Washington. Un récord de 54,097 asistentes provenientes de los 50 estados de Estados Unidos y variados países logró recaudar $2.76 millones de dólares. 
WrestleMania XIX fue el primer WrestleMania que fue producida bajo el nombre de World Wrestling Entertainment. Fue un evento conjunto entre las nuevas marcas de la WWE, RAW y SmackDown!. El lema oficial del evento fue Dare to dream (Atrévete a Soñar) y el tema principal corrió a cargo de la banda Limp Bizkit con la canción Crack Addict. Este evento marco el retiro de los cuadrilateros de Steve Austin y fue el primer WrestleMania de la Ruthless Agression Era.

## Argumento
En Armageddon, Kurt Angle gana el campeonato de la WWE al derrotar a The Big Show con ayuda de Brock Lesnar. Luego en Royal Rumble, Kurt Angle retiene el título al derrotar a Chris Benoit. Esa misma noche, Brock Lesnar ganó su oportunidad titular al eliminar a The Undertaker ganando la batalla Real de ese año y siendo para ese momento, el más joven en conseguirlo. De este modo, ambos luchadores tendrán el derecho al evento estelar en WrestleMania XIX.

## Resultados

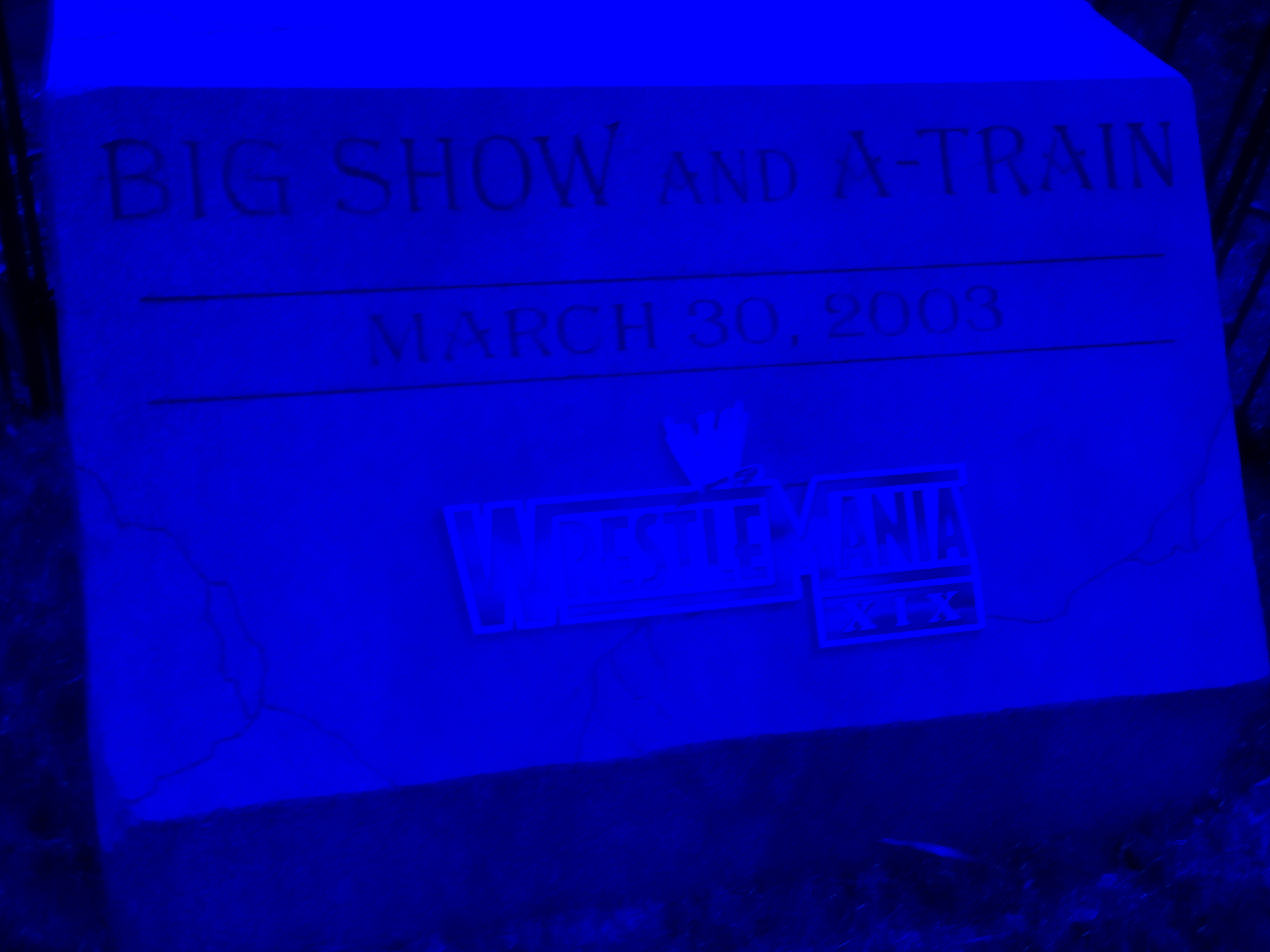
Tumba marcando la derrota de Show & A Train a manos de The Undertaker.

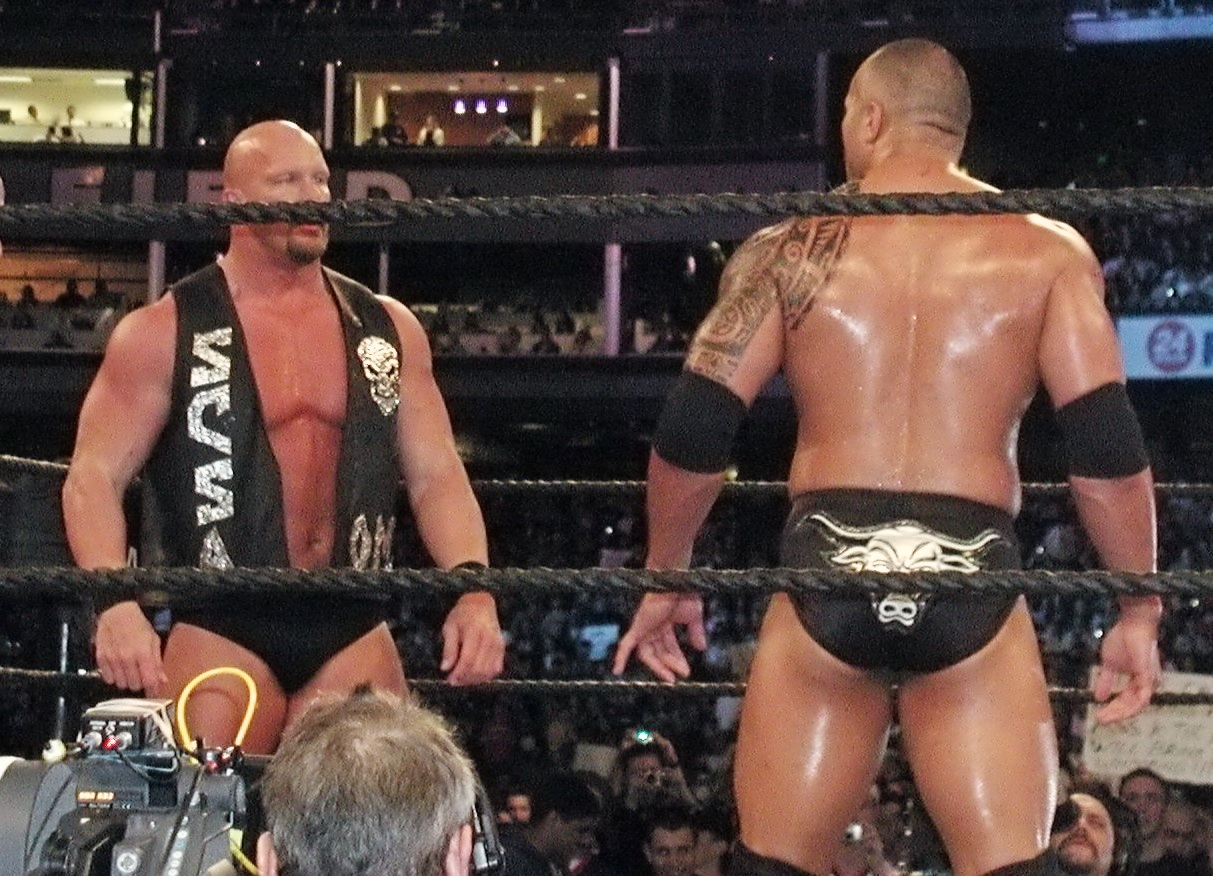
The Rock vs. Steve Austin.

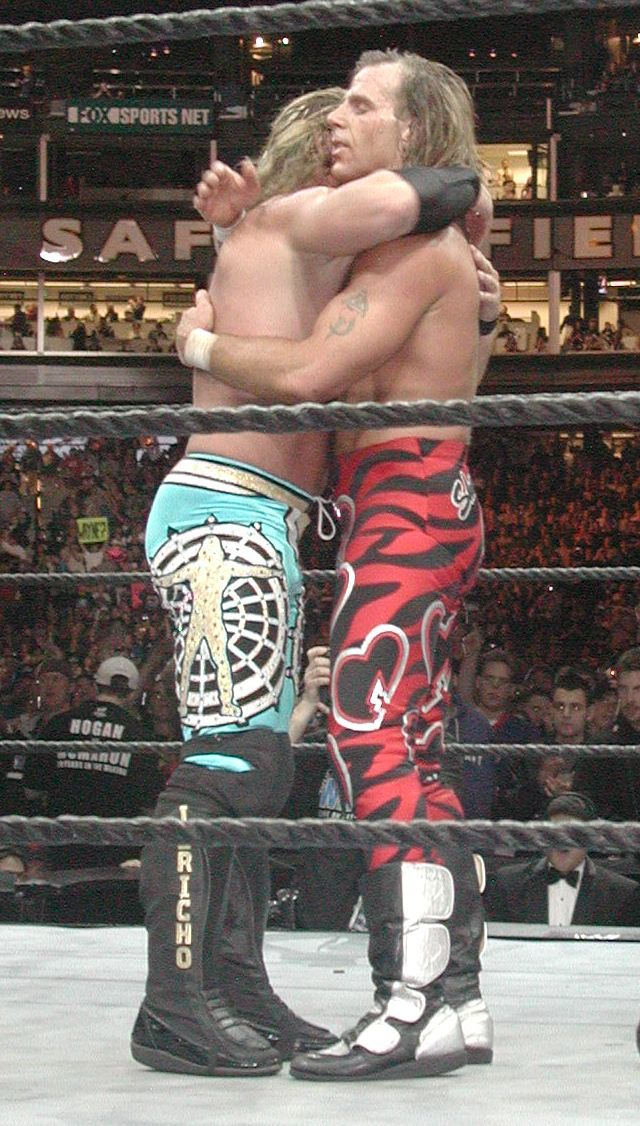
Shawn Michaels y Chris Jericho después de su pelea.

- Lucha en Heat: Lance Storm & Chief Morley derrotaron a Kane & Rob Van Dam reteniendo el Campeonato Mundial en Parejas de la WWE (10:00)
  - Storm cubrió a Van Dam después de una "Bubba Bomb" de Bubba Ray Dudley.
  - The Dudley Boyz interfirieron en la lucha, atacando a todos los luchadores.
- Matt Hardy (con Shannon Moore) derrotó a Rey Mysterio reteniendo el Campeonato Peso Crucero de la WWE (5:39)
  - Hardy cubrió a Mysterio después de revertir un "Roll-Up" de Mysterio usando las cuerdas para ayudarse.
  - Durante la lucha Moore interfirio a favor de Hardy atacando a Mysterio.
- Trish Stratus derrotó a Victoria (c) (con Stevie Richards) y Jazz ganando el Campeonato Femenino de la WWE (7:17)
  - Stratus cubrió a Victoria después de una "Chick Kick".
  - El combate comenzó después de que Jazz atacara a las demás participantes.
  - Richards interfirió en el combate tratando de atacar a Jazz & Stratus con una silla de acero, sin embargo fue atacado por Stratus con un "Stratusfaction"
- The Undertaker derrotó a The Big Show & A-Train en una Handicap Match (9:45)
  - Undertaker cubrió a A-Train después de una "Tombstone Piledriver".
  - Originalmente Nathan Jones iba a ser compañero de Undertaker, pero fue encontrado inconsciente antes de comenzar el evento, pasando la lucha a ser un Handicap Match.
  - Nathan Jones intervino a favor de Undertaker.
  - Limp Bizkit tocó el tema "Rollin" (tema de entrada de Undertaker) en vivo.
  - Undertaker aumentó su invicto en WrestleMania a 11-0.
- Team Angle (Charlie Haas & Shelton Benjamin) derrotó a Los Guerreros (Eddie Guerrero & Chavo Guerrero) y a Chris Benoit & Rhyno reteniendo el Campeonato en Parejas de la WWE (8:46)
  - Benjamin cubrió a Chavo después de un "Gore" de Rhyno.
- Shawn Michaels derrotó a Chris Jericho (22:33)
  - Michaels cubrió a Jericho con un "Roll-Up".
  - Después de la lucha, Chris Jericho le dio un abrazo a Michaels en señal de respeto, aunque era una trampa de Jericho para aplicarle un "Low Blow"
- Triple H (con Ric Flair) derrotó a Booker T reteniendo el Campeonato Mundial Peso Pesado (18:47)
  - Triple H cubrió a Booker después de un "Pedigree".
  - Durante la lucha, Flair interfirió a favor de Triple H atacando a Booker.
- Hulk Hogan derrotó a Vince McMahon en una Street Fight (20:48)
  - Hogan cubrió a McMahon después de tres "Atomic Leg Drops".
  - Durante la lucha, Hulk Hogan golpeó accidentalmente con una silla al comentarista en español Hugo Savinovich.
  - Durante la lucha, Roddy Piper interfirió atacando a Hogan con un tubo de acero.
  - Durante la lucha, McMahon atacó al árbitro.
  - Durante la lucha, Sylvain Greiner intento arbitrar la lucha luego de que McMahon atacará al árbitro pero fue atacado por Hogan.
  - Si Hogan perdía, debía retirarse de la lucha libre.
  - Después de la lucha, apareció Shane McMahon para auxiliar a su padre, quién le hizo un gesto obsceno a Hogan mientras este último se marchaba.
- The Rock derrotó a Stone Cold Steve Austin (17:53)
  - Rock cubrió a Austin después de tres "Rock Bottoms".
  - Esta fue la última lucha oficial de Austin hasta WrestleMania 38.
- Brock Lesnar derrotó a Kurt Angle ganando el Campeonato de la WWE (21:04)
  - Lesnar cubrió a Angle después de un "F-5".
  - Si Angle perdía por cuenta fuera o descalificación perdería el campeonato.
  - Team Angle (Shelton Benjamin y Charlie Haas) y Paul Heyman tenían prohibido entrar al ring.
  - Después de lucha Angle y Lesnar se dieron la mano y se abrazaron en señal de respeto.
  - Durante la lucha, Lesnar se lastimó el cuello al tratar de aplicar un "Shooting Star Press".

## Recepción
El evento recibió críticas muy positivas de varios sitios web y publicaciones de la lucha libre. Robert Jr Leighty de "411Mania" dio al evento una puntuación global de 8.5 de 10.0 y señaló que "Esto habría dado WM X-7 si el evento hubiera sido de más tiempo". También dijo que la lucha de Michaels / Jericho fue bastante impresionante. esta manía siempre parece ser un clásico olvidado por alguna razón y no estoy seguro por qué. "John Powell, de la sección canadiense de la lucha libre profesional en línea Explorer calificó el evento de una puntuación perfecta de 10 de 10 estrellas, que era una calificación más alta que el evento del año anterior. El evento principal entre Brock Lesnar y Kurt Angle por el Campeonato de la WWE fue la mejor con una puntuación de 9 de cada 10 estrellas, la lucha entre The Rock y Stone Cold Steve Austin fue calificado como 8 de cada 10 estrellas, la lucha entre Booker T y Triple H por el Campeonato Mundial Peso Pesado fue calificado 7,5 de 10 estrellas, la lucha de Shawn Michaels y Chris Jericho se valoró con un 7,5 de 10 estrellas y el "Street Fight Match" entre Vince McMahon y Hulk Hogan recibe la calificación más baja de 4 de 10 estrellas. Criticado por no aprovechar al máximo el talento que tiene, la WWE tenía todas las bases cubiertas y demostró que si toda la organización pone el esfuerzo, que pueden entregar un producto superior de deportes de entretenimiento. "y afirmó además que "WrestleMania XIX no sólo fue un espectáculo excepcional, pero sin duda será recordado como uno de los mejores WrestleManias de todos los tiempos."

## Otros roles

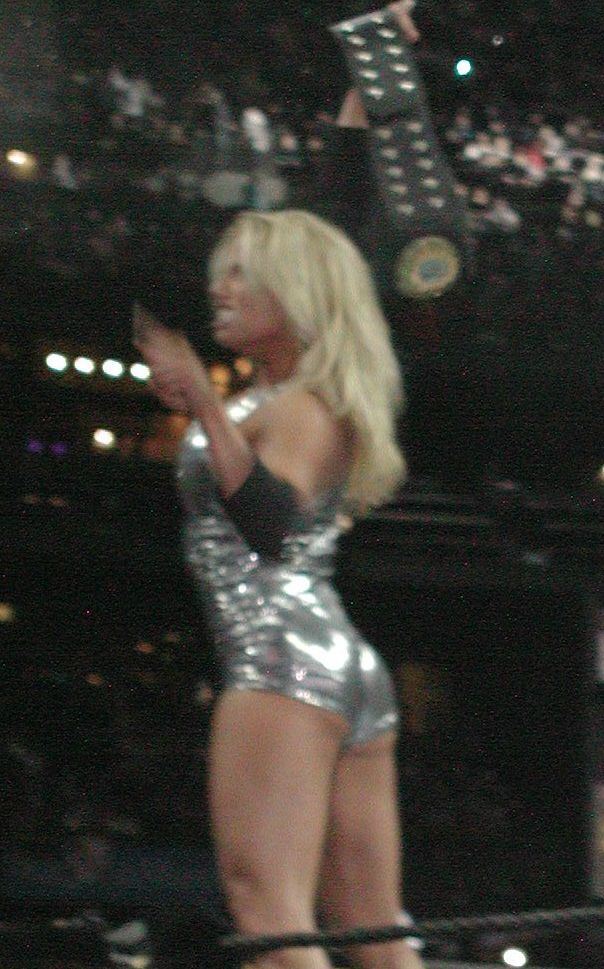
Trish Stratus después de ganar el Campeonato Femenino en Wrestlemania XIX

| Comentaristas en inglés - Jim Ross - RAW - Jerry "The King" Lawler - RAW - Michael Cole - SmackDown! - Tazz - SmackDown! Comentaristas en Español - Carlos Cabrera - Hugo Savinovich Anunciadores - Howard Finkel - RAW - Tony Chimel - SmackDown Entrevistadores - Jonathan Coachman | Árbitros de RAW - Earl Hebner - Nick Patrick - Jack Doan - Charles Robinson - Chad Patton Árbitros de SmackDown - Mike Chioda - Jim Korderas - Brian Hebner - Mike Sparks |